# Leopold z Gaiche
Leopold z Gaiche (ur. 30 października 1732 w Gaiche, zm. 2 kwietnia 1815 w Monteluco) – włoski franciszkanin, błogosławiony Kościoła katolickiego.

## Życiorys
Leopold z Gaiche pochodził z religijnej rodziny. W wieku 19 lat wstąpił do zakonu Braci Mniejszych, a w 1757 roku został wyświęcony na kapłana. Brał udział na misjach ludowych w Umbrii, a także publicznie biczował się. Został beatyfikowany przez papieża Leona XIII 12 marca 1893 roku.